# Dichaetomyia semifumosa
Dichaetomyia semifumosa este o specie de muște din genul Dichaetomyia, familia Muscidae, descrisă de Malloch în anul 1929. Conform Catalogue of Life specia Dichaetomyia semifumosa nu are subspecii cunoscute.